# Turkmenistan

Flaga Turkmenistanu używana w latach 1992–1997

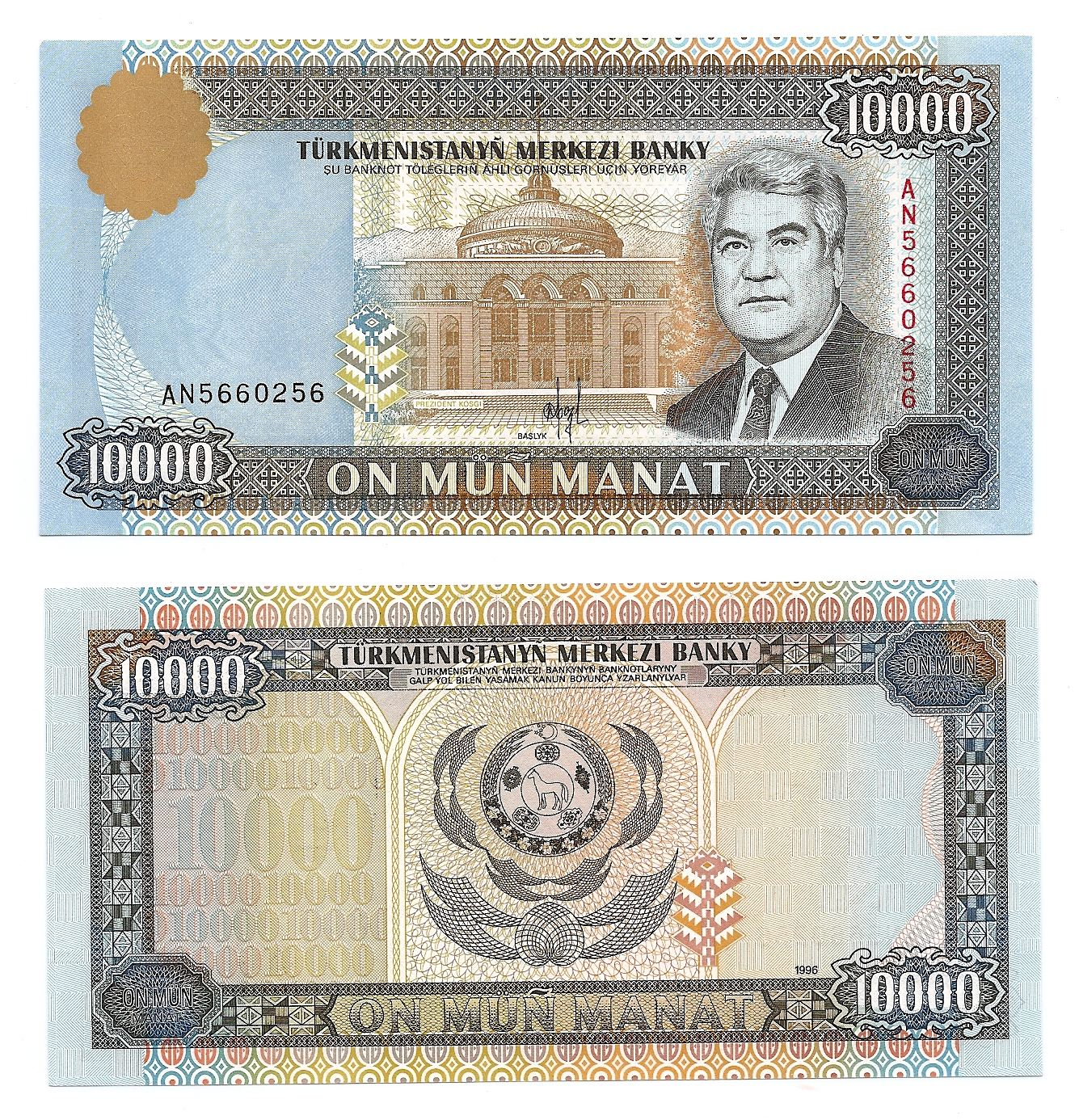
Banknot 10000 manatów z wizerunkiem Saparmyrata Nyýazowa

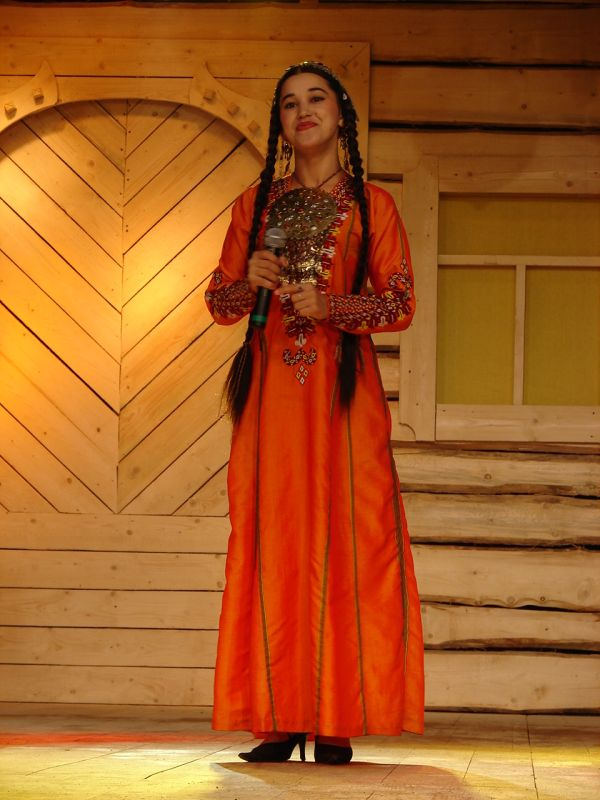
Turkmeńska śpiewaczka w stroju ludowym

Turkmenistan, Republika Turkmenistanu (turkm. Türkmenistan, Türkmenistan Respublikasy; w okresie ZSRR funkcjonowała nazwa Turkmenia) – państwo położone w Azji Środkowej, na północ od gór Kopet-Dag, pomiędzy Morzem Kaspijskim a Amu-darią. Kraj rozciąga się na 1100 km od wschodu do zachodu oraz na 650 km z północy na południe. Większość mieszkańców stanowią Turkmeni. Turkmenistan graniczy z Afganistanem, Iranem, Uzbekistanem i Kazachstanem.

## Geografia

### Warunki naturalne

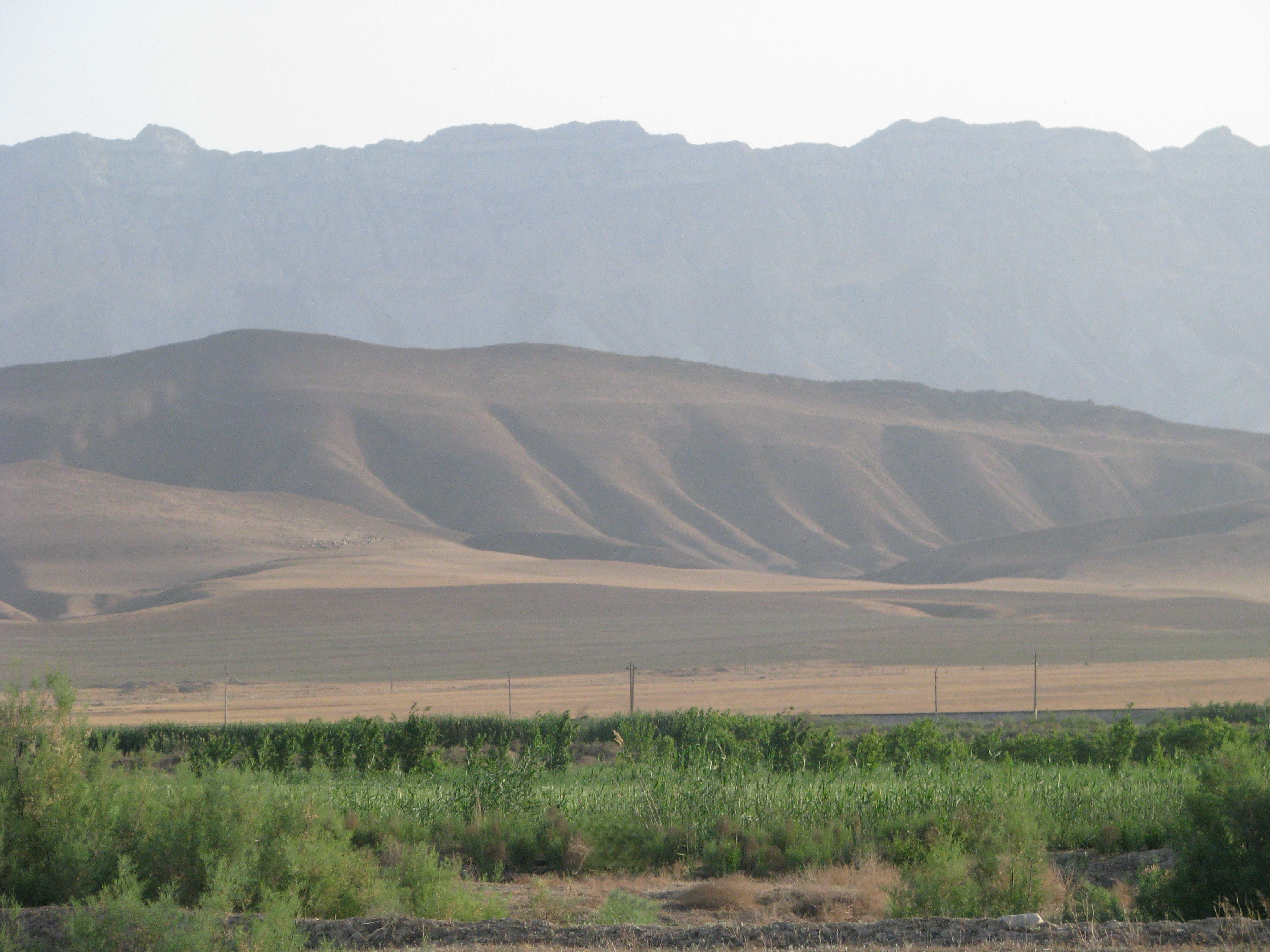
Widok na góry Kopetdag z równiny Ahalskiej

Około 80% kraju leży na Nizinie Turańskiej. Terytorium Turkmenistanu w większości pokrywa pustynia Kara-kum. Mimo zabiegów zapobiegających pustynnieniu obserwuje się zwiększanie terenu pustyni. W zależności od metodologii pomiaru pustynia zajmuje od 70% do 80% terytorium kraju. Obszar pustyni jest praktycznie niezamieszkały, a tereny zasiedlone znajdują się głównie na przedgórzu Kopet-Dag w południowej części kraju oraz w dolinach rzecznych na południowym wschodzie. Najwyższy szczyt to Ajribaba o wysokości 3139 m n.p.m. Na terenie kraju jest kilka depresji, z których najgłębszą jest Akczakaja (81 m p.p.m.).

### Klimat
Turkmenistan ma ekstremalnie kontynentalny klimat. Wyjątkami są obszary przybrzeżne Morza Kaspijskiego oraz góry. Średnia roczna temperatura powietrza na północy kraju waha się od 12 do 17 °C i na południowym wschodzie od 15 do 18 °C. Najchłodniejszym miesiącem jest styczeń, ze średnią temperaturą od -6 °C na północnym wschodzie do +4 °C w południowo-wschodniej części i +5 °C na krańcach zachodnich. Średnia temperatura w najgorętszym miesiącu lipcu wynosi od 27 do 30 °C. Najwyższe temperatury notowane są w środkowej i południowo-wschodniej części Kara-kum, gdzie wynoszą od 48 do 50 °C. Najwyższe opady występują w górach i pogórzu, średnio do 398 mm, a najniższe w Kara Bogaz Goł, średnio 95 mm.

## Historia

### Starożytność
Najstarszą ludzką osadą, odkrytą przez archeologów po II wojnie światowej, jest osada Dżejtun, ale już pod koniec XIX w. archeolodzy odkryli ślady osadnictwa na tym obszarze w okresie neolitu (VII – III tysiąclecie p.n.e.). Jest to tzw. odkrycie z Anau (obecnie rejon miasta Änew), a znaleziska te noszą wspólną nazwę „stolic piasku”. Terytorium Turkmenistanu ma długą i pełną zwrotów historię, wiele armii starożytnych i współczesnych imperiów podbijało te ziemie w drodze do bogatszych rejonów. Historia pisana rozpoczęła się wraz z podbiciem tych ziem przez imperium Achemenidów (jednej ze starszych dynastii imperium perskiego) i podzieleniem pomiędzy satrapów Margiany, Chorezmu i Partii. Aleksander Wielki podbił tereny Turkmenistanu w IV wieku p.n.e. w drodze do Azji Południowej, w okresie, kiedy powstawał Jedwabny Szlak, główna droga handlowa pomiędzy Azją a krajami rejonu śródziemnomorskiego. Około 150 lat później Arsakes, król Partów, założył stolicę w Nisie, która obecnie jest stanowiskiem archeologicznym na przedmieściach obecnej stolicy, Aszchabadu, wpisanym na listę światowego dziedzictwa UNESCO.

### Średniowiecze
W VII wieku Arabowie podbili tereny Turkmenistanu, wprowadzili islam, przez co związali region z kulturą Bliskiego Wschodu. Krótko później Turkmenistan stał się znany ze względu na przeniesienie przez kalifa Muhammad Ibn Harun al-Amina na jego terytorium stolicy perskiego Królestwa Chorasanu do Merv.
W połowie XI wieku z terytorium obecnego Turkmenistanu seldżucka dynastia Oguzów podporządkowywała sobie Chorasan – historyczną krainę w Azji Środkowej (obecny Afganistan). Imperium upadło w drugiej połowie XII wieku, a obecne terytorium Turkmenistanu zostało podporządkowane przez Czyngis-chana wraz z innymi terenami na wschód od Morza Kaspijskiego w czasie jego kampanii zachodniej.
Zamieszkujące niegdyś terytorium współczesnego Turkmenistanu starożytne plemiona najprawdopodobniej prowadziły koczowniczy tryb życia i zajmowały się pasterstwem. Naród turkmeński ostatecznie uformował się dopiero w XV w. Ziemie te były wielokrotnie nękane przez najeźdźców.

### XIX wiek i okres radziecki
W latach 1865–1885 akcję podbijania Turkmenistanu prowadziła Rosja, po czym teren Turkmenistanu został w większości włączony w skład obwodu zakaspijskiego. 7 sierpnia 1921 roku tereny Turkmenistanu zostały włączone w skład ZSRR jako Obwód Turkmeński w Turkiestańskiej Autonomicznej Socjalistycznej Republice Radzieckiej. 13 maja 1925 utworzono Turkmeńską Socjalistyczną Republikę Radziecką, na której czele stał pierwszy sekretarz KC Komunistycznej Partii Turkmeńskiej SRR. W 1948 miało tam miejsce silne trzęsienie ziemi. Zginęło wówczas ponad 160 tysięcy osób, głównie z Aszchabadu.

### Niepodległy Turkmenistan
W wyniku rozpadu ZSRR 27 października 1991 roku Turkmenistan ogłosił niepodległość. Władzę jako jedyne legalne ugrupowanie w kraju przejęła Demokratyczna Partia Turkmenistanu powstała w wyniku przekształcenia Komunistycznej Partii Turkmeńskiej SRR i zakazania działalności dotychczasowego ugrupowania o charakterze komunistycznym. Pierwszym prezydentem został były działacz KPZR, Saparmyrat Nyýazow. Jego rządy cechowały łamanie praw człowieka, stosowanie tortur, nepotyzm i kult jednostki na wielką skalę. Na podstawie Rezolucji Rady Bezpieczeństwa ONZ nr 741 z 7 lutego 1992 roku Turkmenistan został członkiem ONZ.
W 1993 roku prezydent ogłosił się Turkmenbaszą, czyli „Ojcem Wszystkich Turkmenów”. W 1999 zrobiono z niego dożywotniego prezydenta. Podczas jego rządów Turkmenistan pozostawał w trwałej izolacji międzynarodowej, a organizacje broniące praw człowieka szeroko krytykowały brak swobód obywatelskich. Pomimo tego, dzięki dużym zasobom surowców naturalnych Turkmenistan utrzymywał się na pozycji drugiego najbogatszego kraju Azji środkowej. Turkmenbasza prowadził stosunkowo niezależną politykę gospodarczą, utrzymując kontakty ze Wspólnotą Niepodległych Państw. Zmarł w urzędzie, 21 grudnia 2006 roku i został pochowany w rodzinnej miejscowości.
Po śmierci Nyýazowa w kraju odbyły się wybory prezydenckie, które miały miejsce 11 lutego 2007 roku. Z jedenastu pretendentów zatwierdzonych zostało sześciu kandydatów (wszyscy byli członkami Demokratycznej Partii Turkmenistanu): Amanýaz Atajykow, członek parlamentu oraz zastępca gubernatora prowincji Daszoguz, Gurbanguly Berdimuhamedow, p.o. prezydenta, wcześniej wicepremier i minister zdrowia, Orazmyrat Garajaýew, burmistrz miasta Abadan, Muhammetnazar Gurbanow, przewodniczący regionu Garabekewul, Işanguly Nuryýew, wiceminister do spraw gospodarki gazem i zasobami naturalnymi, Aşyrnyýaz Pomanow, burmistrz Turkmenbaszy. Poparcie władz partyjnych i państwowych uzyskał Gurbanguly Berdimuhamedow, a kandydat opozycjonistów (w większości przebywających na uchodźstwie), Hudaýberdi Orazow, nie został dopuszczony. W wyniku wyborów wybrano na prezydenta Gurbanguly’ego Berdimuhamedowa. Zdobył on oficjalnie 89% głosów przy udziale 95% uprawnionych. Jednak niezależni zachodni obserwatorzy uznali wybory za sfałszowane. Został zaprzysiężony na prezydenta 14 lutego 2007 roku. Tydzień później został wybrany na przewodniczącego izby wyższej parlamentu. Był jedynym kandydatem. Gurbanguly Berdimuhamedow zaprowadził niewielką liberalizację życia społecznego i politycznego w kraju, podjął kroki w stronę odejścia od kultu swego poprzednika i międzynarodowej izolacji kraju. Zezwolił na dostęp do nieocenzurowanego internetu w stolicy i wprowadził zmiany w systemie nauczania. 20 marca 2007 roku anulował prawo prezydenta do nadawania nowych nazw miastom, obiektom geograficznym oraz instytucjom. Przyjęta 26 września 2008 roku nowa konstytucja ograniczała prerogatywy prezydenta i ustanowiła jednoizbowy parlament. W wyborach przeprowadzonych 12 lutego 2012 roku Berdimuhamedow odniósł zwycięstwo z wynikiem 97,14% głosów. 21 sierpnia 2012 roku została założona Partia Przemysłowców i Przedsiębiorców Turkmenistanu, druga po Partii Demokratycznej legalnie działająca partia polityczna.
15 grudnia 2013 roku w Turkmenistanie odbyły się pierwsze w historii wielopartyjne wybory parlamentarne. Wygrała je Demokratyczna Partia Turkmenistanu, uzyskując 47 na 125 miejsc w parlamencie, druga była Partia Przemysłowców i Przedsiębiorców Turkmenistanu, której przypadło 14 miejsc. Pozostałe 64 zajęli członkowie różnych organizacji pro-rządowych. Frekwencja wyborcza wyniosła 91,33%.

## Ustrój polityczny
Turkmenistan jest republiką prezydencką z prezydentem będącym zarówno głową państwa, jak i szefem rządu. Wybierany jest w powszechnych wyborach na 7-letnią kadencję (do 2016 na 5-letnią) z możliwością reelekcji. Jednoizbowy parlament (Madżylis) liczy 125 członków i jest wybierany co 5 lat.
W latach 1991–2013 kraj był dyktaturą jednopartyjną. W 2013 roku w skład parlamentu wszedł pierwszy członek partii opozycyjnej. Obecnie w Turkmenistanie obowiązuje system partii dominującej. Legalnie działające ugrupowania polityczne to:
- Demokratyczna Partia Turkmenistanu
- Partia Przemysłowców i Przedsiębiorców Turkmenistanu
- Agrarna Partia Turkmenistanu

## Granice
Turkmenistan graniczy z następującymi państwami:
- Afganistan – 744 km
- Iran – 992 km
- Kazachstan – 379 km
- Uzbekistan – 1621 km.

Łączna długość granic wynosi 3736 km. Turkmenistan posiada dostęp do Morza Kaspijskiego na długości 1768 km.

## Podział administracyjny
Turkmenistan podzielony jest na 6 regionów (wilajetów):
- wilajet achalski (stolica – Arkadag)
- wilajet maryjski (Mary)
- wilajet lebapski (Türkmenabat)
- wilajet daszoguski (Daszoguz)
- wilajet bałkański (Balkanabat)
- miasto wydzielone Aszchabad na prawach wilajetu

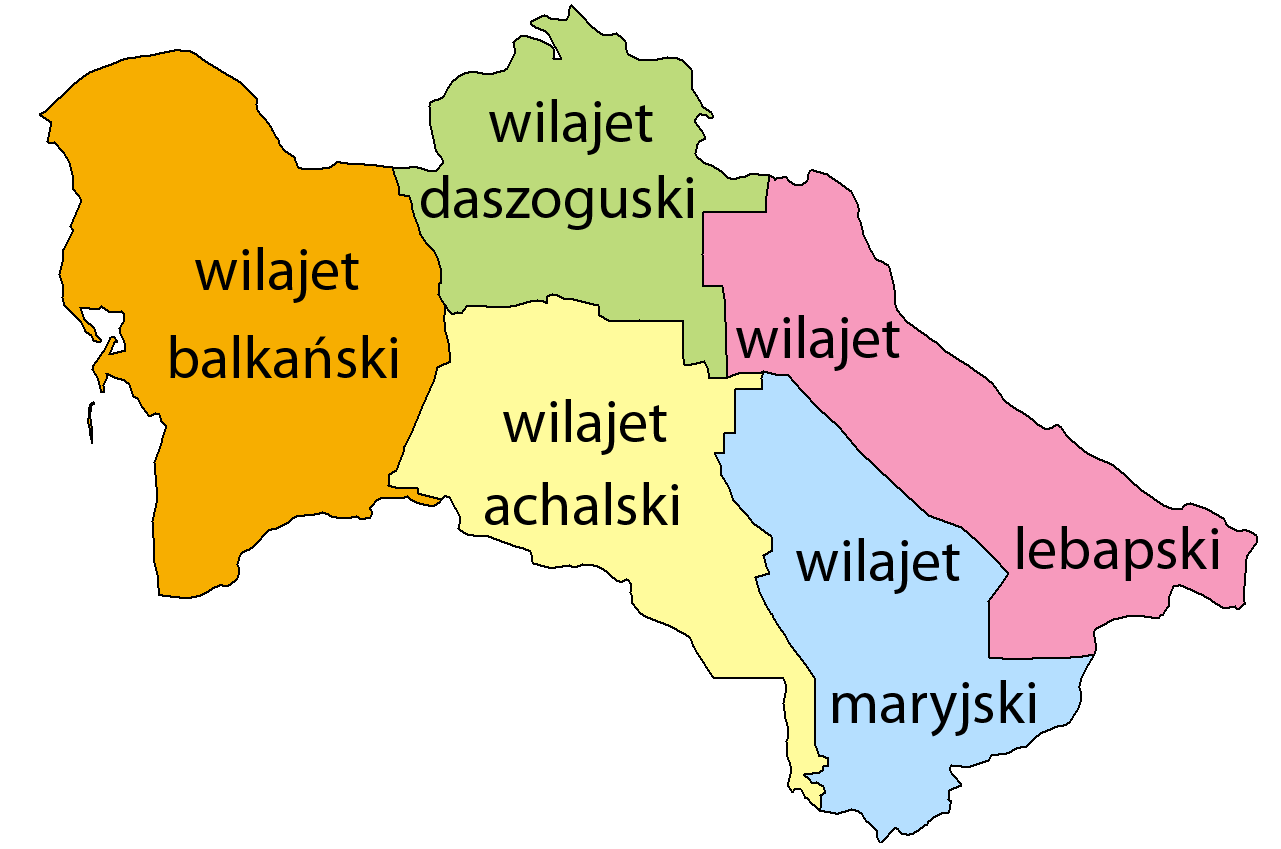
Podział administracyjny Turkmenistanu

## Gospodarka
Blisko 50% mieszkańców zajmuje się rolnictwem. Jest to możliwe dzięki dość dobrze rozwiniętemu systemowi nawadniającemu, który dostarcza wodę do upraw, zwłaszcza z głównej rzeki kraju – Amu-darii. Obszar nawadniany to 17 500 km². Główną rośliną uprawną jest bawełna, ale uprawiane są również zboża, i ziemniaki, oraz rozwija się sadownictwo. Hoduje się konie, a także owce karakuły. W 2015 roku kraj był na dziewiątym miejscu na świecie pod względem wielkości produkcji bawełny. Słynne na całym świecie są kolorowe, wykonywane z owczej wełny turkmeńskie dywany. Turkmenistan posiada także znaczne zasoby gazu ziemnego i ropy naftowej.
Od 1994 roku budżet Turkmenistanu przeszedł z olbrzymiej nadwyżki do nieznacznego debetu. Spowodowane to było z jednej strony odmową rządu Rosji na eksport turkmeńskiego gazu do krajów z twardą walutą, a jednocześnie pogarszającą się sytuacją ekonomiczną krajów powstałych z byłych republik radzieckich, gdzie nastąpiły gwałtowny spadek ich produkcji przemysłowej i popytu przy jednoczesnym wzroście zadłużenia. Turkmenistan podchodzi bardzo ostrożnie do reform ekonomicznych, mając nadzieję, że dochody z gazu i bawełny będą wystarczające do podtrzymania gospodarki. W roku 2004 bezrobocie sięgnęło 60%, a liczba ludności żyjącej poniżej granicy ubóstwa w roku poprzednim wynosiła 58%. Cele prywatyzacyjne są niewielkie.
W latach 1998–2002 Turkmenistan bardzo cierpiał z powodu braku odpowiednich instalacji przesyłowych dla eksportu swojego gazu, a z drugiej strony ze względu na wzrastające krótkoterminowe zadłużenie zewnętrzne. Jednak w tym okresie rozpoczął się gwałtowny wzrost cen gazu i ropy naftowej na rynkach międzynarodowych, przez co wartość turkmeńskiego eksportu zwielokrotniła się.
Prezydent Niyazov wydał bardzo wiele środków, pochodzących z eksportu, na intensywną odnowę miast, w szczególności Aszchabadu. Wszechobecna jest korupcja, szczególnie szkodliwa wśród nadzorujących rezerwy walutowe, którzy zarządzają między innymi środkami pozabudżetowymi, zdeponowanymi w funduszach zagranicznych rezerw walutowych w Deutsche Bank we Frankfurcie, o czym raportowała w kwietniu 2006 roku organizacja pozarządowa Global Witness z Londynu.
W wyniku dekretu Zgromadzenia Narodowego z dnia 14 sierpnia 2003 roku elektryczność, gaz ziemny, woda i sól będą subwencjonowane dla obywateli Turkmenistanu do 2030 roku, jednakże braki tych dóbr są częste. W dniu 5 września 2006, po groźbie przerwania dostaw, Rosja zgodziła się podnieść cenę turkmeńskiego gazu ziemnego z 65 USD do 100 USD za 1000 m³. Odbiorcą 2/3 gazu z Turkmenistanu jest rosyjski koncern państwowy Gazprom.

## Media

### Telewizja
W 2020 roku w rankingu wolności prasy Turkmenistan zajął przedostatnie, 179. miejsce.

### Radio
W Turkmenistanie nadają jedynie cztery publiczne stacje radiowe:
- Radio Watan
- Radio Çar Tarapdan
- Radio Miras - kulturalne
- Radio Owaz - muzyczne

W Turkmenistanie jest zamontowanych 55 przekaźników w paśmie FM, 1 nadajnik długofalowy i 2 średniofalowe. W stolicy kraju można odbierać 2 multipleksy radiofonii cyfrowej składające się z wszystkich 4 stacji. W użytku do dziś jest również niższe pasmo FM – OIRT, co jest śladem po Związku Radzieckim.
Nie ma żadnych stacji regionalnych ani w językach innych niż turkmeński.

## Religia
Turkmenistan zamieszkują przede wszystkim wyznawcy islamu sunnickiego (93% – głównie Turkmeni, Uzbecy, Persowie); istnieje mniejszość prawosławna (5,3% – głównie Rosjanie).
Struktura religijna kraju w 2010 roku według Centrum Badawczego Pew:
- Islam: 93% (4 690 000);
- Prawosławie: 5,3% (270 000);
- Brak religii: 0,5% (30 000);
- Protestantyzm: 0,5% (30 000);
- Pozostali chrześcijanie: 0,4% (20 000);
  -  Osobny artykuł: Misja „sui iuris” Turkmenistanu.
  -  Osobny artykuł: Świadkowie Jehowy w Turkmenistanie.

Oficjalną ideologię państwową stanowi połączenie tradycyjnego islamu z doktryną polityczną i społeczną byłego prezydenta Saparmyrata Nyýazowa. Podstawami wychowania w Turkmenistanie są Koran oraz napisana przez Nyýazowa Ruhnama (Księga ducha).